# Mohamed Kanno
Mohamed Kanno (22 september 1994) is een Saoedi-Arabisch voetballer die als middenvelder speelt.

## Clubcarrière
Kanno begon bij Al-Ettifaq waarmee hij in 2014 degradeerde en in 2016 weer terugkeerde op het hoogste niveau. In 2017 ging hij naar Al-Hilal waarmee hij direct landskampioen werd.

## Interlandcarrière
Hij debuteerde in 2017 voor het Saoedi-Arabisch voetbalelftal. Hij maakt deel uit van het Saoedische team op het wereldkampioenschap voetbal 2018.